# Gnotobiose
Gnotobiose (von den griechischen Wurzeln gnostos „bekannt“ und bios „Leben“) ist ein Zustand, bei dem alle in einem Organismus vorhandenen Lebensformen berücksichtigt werden können. Typischerweise sind gnotobiotische Organismen keimfrei oder gnotophor (mit nur einer Verunreinigung).

## Geschichte
Die erste Diskussion des Konzepts der Gnotobiotik wird allgemein auf die Postulate von Louis Pasteur im späten 19. Jahrhundert zurückgeführt, in denen er in Frage stellte, ob Tiere ohne Mikroben überleben könnten. Von den späten 1890er bis in die 1920er Jahre versuchten zahlreiche Wissenschaftler gnotobiotische Experimente mit begrenztem Erfolg. Der Erfolg dieser Experimente war vor allem durch das fehlende Wissen über die Ernährung und die biochemischen Auswirkungen der Dampfsterilisation von Lebensmitteln begrenzt, durch die wichtige Vitamine abgebaut werden können. Wichtige Errungenschaften auf dem Gebiet der Gnotobiotika kamen in den frühen Jahren (1930–1950er Jahre) vor allem von der Universität von Notre Dame, der Universität Lund und der Nagoya University.
Die Laboratorien für Bakteriologie an der Universität von Notre Dame (LOBUND Institute for Animal Studies, gegründet von John J. Cavanaugh), werden für einige der bemerkenswertesten Errungenschaften auf dem Gebiet der gnotobiotischen Forschung genannt, indem sie 1939 umfangreichere Tests an einigen der ersten keimfreien Ratten durchführten und die Kosten für Isolatoren reduzierten. Frühe Isolatoren waren sperrige und teure Stahlbehälter, die für die Hochdruck-Dampfsterilisationstechniken ausgelegt waren. Verfeinerte Sterilisationstechniken und Herstellungsänderungen von LOBUND reduzierten die Größe und Kosten der Isolatoren erheblich und machten die gnotobiotische Forschung universeller zugänglich.
Trotz zahlreicher Fortschritte in der Gnotobiotika-Forschung und -Technologien bleibt die Einrichtung und Unterhaltung einer Gnotobiotika-Forschungseinrichtung relativ teuer. Im Jahr 2015 waren die Kosten für den Unterhalt gnotobiotischer Mäusekäfige mehr als viermal so hoch wie die Kosten für die Aufzucht nicht-gnotobiotischer Mäuse. Diese erhöhten Kosten bleiben eine Herausforderung für die Gründung und den Betrieb gnotobiotischer Labore, insbesondere wenn die Hauptfinanzierungsquelle durch Bundeszuschüsse von Institutionen wie den NIH besteht.

## Gnotobiotische Tiere
Ein gnotobiotisches Tier ist ein Tier, das frei von Mikroorganismen ist. Gnotobiotische Tiere (auch „gnotobiotes“ oder „gnotobionts“) werden unter aseptischen Bedingungen geboren, wozu auch die Entfernung von der Mutter durch Kaiserschnitt und die sofortige Überführung des Neugeborenen in einen Isolator gehören kann, in dem alle eintretende Luft, Nahrung und Wasser sterilisiert sind. Solche Tiere werden normalerweise in einer sterilen oder mikrobiologisch kontrollierten Laborumgebung aufgezogen, und sie werden nur denjenigen Mikroorganismen ausgesetzt, die die Forscher in dem Tier haben möchten. Diese Gnotobioten werden verwendet, um die symbiotischen Beziehungen zwischen einem Tier und einem oder mehreren der Mikroorganismen, die seinen Körper bewohnen können, zu untersuchen. Diese Technik ist für Mikrobiologen wichtig, da sie es ihnen ermöglicht, jeweils nur einige wenige symbiotische Interaktionen zu untersuchen, während Tiere, die sich unter normalen Bedingungen entwickeln, schnell eine Mikrobiota erwerben können, die Hunderte oder Tausende von einzigartigen Organismen umfasst.
Tiere, die in einer gnotobiotischen Kolonie aufgezogen werden, haben oft ein schlecht entwickeltes Immunsystem, eine geringere Herzleistung, dünne Darmwände und eine hohe Anfälligkeit für infektiöse Erreger.
Solche Tiere können auch in der Tierproduktion, insbesondere bei der Aufzucht von Schweinen, eingesetzt werden. Nach der Kaiserschnittgeburt werden diese Tiere schrittweise an ihre natürliche Mikroflora herangeführt. Dies vermeidet unerwünschte Infektionen und führt zu einem schnelleren Wachstum.

## Gnotobiotische Fische
Fische haben als Modellorganismen für die Gnotobiotik-Forschung eine Reihe von Vorteilen. Insgesamt haben Fische im Vergleich zu Säugetieren eine deutlich höhere Anzahl von Nachkommen pro Fortpflanzungsereignis. Dies kann bis zu Tausenden von Eiern aufwärts reichen, von denen jedes in einer schützenden äußeren Membran, dem Chorion, enthalten ist. Diese Chorionmembran ermöglicht es, die Eier vor der Aufzucht in einer gnotobiotischen Umgebung leicht zu desinfizieren, so dass invasive Operationen wie ein Kaiserschnitt nicht notwendig sind. Ein weiterer Vorteil ist, dass sich Fischeier schnell entwickeln und somit problemlos Mehrgenerationenstudien möglich sind. Wie bei Säugetieren wird die Mikrobiota von Fischen mit der Nährstoffverdauung, der Stimulation des Immunsystems, der Entwicklung des Darms und anderen wichtigen physiologischen Prozessen in Verbindung gebracht. So können Fische, die in einer gnotobiotischen Umgebung aufgezogen werden, zahlreiche physiologische Veränderungen im Vergleich zu solchen aufweisen, die normalen Umweltmikroorganismen ausgesetzt sind.
Historisch gesehen wurden gnotobiotische Fische aufgrund ihrer Bedeutung als Modellorganismus für die Humanforschung verwendet. Mit der zunehmenden Verbreitung von Aquakulturen zur nachhaltigen Nahrungsmittelproduktion werden gnotobiotische Studien, die sich auf die Maximierung der Produktion und die Erhaltung gesunder Populationen in Gefangenschaft konzentrieren, jedoch immer häufiger durchgeführt. Obwohl diese Studien aufgrund ihrer Auswirkungen auf die Ernährung und die immunologischen Prozesse von Zuchtfischen immer wichtiger werden, wird der Großteil der Forschung immer noch nur an einigen wenigen Fischarten, wie z. B. dem Zebrafisch, durchgeführt. Da es viele Fischarten gibt, die derzeit in Aquakulturen gezüchtet werden, ist die geringe Anzahl von Fischarten, die in der gnotobiotischen Forschung verwendet werden, immer noch eine bekannte Einschränkung für dieses wachsende Feld.